# Облога Абадана
Облога Абадану (перс. حصر آبادان — найбільша операція початкового етапу ірано-іракської війни, що проходила з 6 листопада 1980 року по 27 вересня 1981 року. Облога закінчилася відступом іракських військ.

## Передісторія
В Абадані знаходиться Абаданский НПЗ, один з найбільших в світі нафтопереробних заводів. Це зумовило особливу значимість міста в умовах збройного конфлікту між Іраком та Іраном.
У вересні 1980 року президент Іраку Саддам Хусейн зробив несподіваний напад на Іран, і іракські війська вторглися на територію Ірану широким фронтом. Початковий план атаки іракської армії на Абадан передбачав, щоб потужна танкова дивізія перейшла річку Шатт-ель-Араб біля міста Харка вздовж дороги, що веде з Багдада в Басру, а потім вийшла на південь, щоб захопити міста Хорремшехр та Абадан щоб знищити осередки опору. Цей посиленени підрозділ включав в себе 500—600 танків, а також деякі підрозділи спеціальних сил, загальною чисельністю військ в 20 000 чоловік.
Іракські коммандос, завдяки першому успіху в нападі на Хорремшехр, 22 вересня перетнули річку Карун і досягли околиць Абадану, але були змушені відступити через жорсткий опір з боку іранських формувань, в результаті чого іракці відійшли на західну сторону Каруну  . До 4 жовтня іракські командири повідомили, що вони зайняли головну дорогу від Абадан до Ахваз , однак міст до міста вони змогли захопити лише в кінці листопада  .
Оскільки основні сили іракської армії були зайняті в тривалій битві за Хорремшехр, початковий план атаки на Абадан був майже повністю змінений: тепер замість штурму і окупації Абадану планувалося ізолювати місцеві іранські підрозділи в місті і осадити Абадан.

## Битва
3 листопада іракські війська досягли Абадану. Опір іранської армії виявився занадто сильним, тому іракські командири зажадали підкріплення. Друга, вже ослаблена в боях танкова дивізія з приблизно 4500 чоловік і 200 танків була спрямована на блокаду Абадану і оточення міста з північного сходу, минаючи Хорремшехр, який все ще перебував в облозі. Ці дві іракські дивізії зіткнулися з невідомим числом іранських солдатів.

## Облога
Хоча іракці були відбиті іранським підрозділом Пасдаран, їм вдалося оточити Абадан з трьох сторін і зайняти частину міста. Однак іракці не змогли подолати запеклий опір. Іранські солдати розмістилися в місті, в нічний час, човнами та гелікоптерами вони отримували ресурси і поповнення. Іракці продовжували облогу протягом декількох місяців, але так і не змогли захопити Абадан. Велика частина міста, разом з нафтопереробним заводом, була сильно пошкоджена, або зруйнована багатичисленними обстрілами.

## Іракський червневий наступ
Падіння морального духу та блокада іранцями Шатт-ель-Арабського водного шляху змусила Саддама Хусейна ініціювати наступ в червні 1981 року . До цього часу іранці зміцнили гарнізон Абадану 15 000 військовослужбовців, включаючи Пасдаран, регулярну армію і місцевих ополченців Хузестана. Ірак почав наступ на місто, використовуючи 60 000 армію та танки, що перевершувало чисельність іранців в співвідношенні 4:1. Незважаючи на це, іранці стримали натиск атаки ворога використовуючи танки Чіфтен, щоб відкинути іракців.

## Прорив блокади
З 22 по 27 вересня 1981 року Іран провів операцію «Самен-ол-Амі», в ході якої вперше застосував психічну атаку. Облога Абадану була прорвана, Іран втратив 3000 чоловік, в той час як іракці — близько 1500. Іран також захопив 2500 полонених і знищив ворожі бронетранспортери, втративши при цьому 170 танків М-47, М-48, М-60 Паттон і Чіфтен.

## Засада 15 жовтня
15 жовтня іракці прорвалися на околиці Абадану і захопили міську радіостанцію. У бою на півночі, недалеко від іракського КПП у Дар-Хуей, іракські бронетанкові війська атакували великий іранський конвой у супроводі танків, який прямував з Ахваз. Напевно, іранці намагалися доставити ресурси в Абадан через шосе Абадан-Ахваз. Короткий, але інтенсивний бій вівся між іракськими танками Т-55 і Т-62 проти іранських танків Чіфтен. Ця сутичка завершилася перемогою іракців, оскільки «іранці кинули щонайменше 20 танків і інші бронемашини і відступили в пішому строю»  .

## Наслідки
Абадан був майже зруйнований в період облоги. Однак іракська загроза для міста була припинена, і іранцям вдалося розпочати перший успішний наступ проти Іраку. Зрештою, він призвів до вигнання іракських військ з Ірану і звільнення Хорремшехр в 1982 році.